# Eulymnia pulcherrima
Eulymnia pulcherrima là một loài bướm đêm trong họ Noctuidae.